# Gå ut kring hela jorden
Gå ut kring hela jorden är en psalm med text skriven 1964 av Per Juliusson och musik skriven samma år av Johan Wallin.

## Publicerad som
- Nr 735 i Verbums psalmbokstillägg 2003 under rubriken "Vittnesbörd - tjänst - mission".